# 天主教布加教區
天主教布加教區（拉丁語：Dioecesis Buguensis）是哥倫比亞一個羅馬天主教教區，屬卡利總教區。
教區成立於1966年6月29日，位於考卡山谷省東部。2012年有教友569,000人，佔轄區總人口89.9%。教區下轄六十六個堂區，有109名司鐸。現任教區主教為若瑟·羅伯托·奧斯皮納·萊昂戈梅斯。